# 18567 Segenthau
18567 Segenthau (1997 SS4) là một tiểu hành tinh vành đai chính được phát hiện ngày 27 tháng 9 năm 1997 ở Starkenburg Observatory, Heppenheim.